# Alfred Ayer
Sir Alfred Jules Ayer (n. 29 octombrie 1910, Londra, Regatul Unit al Marii Britanii și Irlandei – d. 27 iunie 1989, Londra, Anglia, Regatul Unit), cunoscut ca A. J. Ayer a fost un filosof britanic care a susținut pozitivismul logic, în acest sens a publicat și cărțile: Language, Truth and Logic (Limbaj, adevăr și logică) în 1936 și The Problem of Knowledge (Problema cunoașterii) în 1956.
Ayer a fost profesor de filozofia minții și logică la University College London între anii 1946 - 1959, iar mai târziu profesor de logică la University of Oxford. Între anii 1951 - 1952 a fost președinte la Aristotelian Society.

## Operă
- 1936, Language, Truth, and Logic, London: Gollancz. (2nd. Edition, 1946.)
- 1940, The Foundations of Empirical Knowledge, London: Macmillan.
- 1954, Philosophical Essays, London: Macmillan. (Essays on freedom, phenomenalism, basic propositions, utilitarianism, other minds, the past, ontology.)
- 1957, The conception of probability as a logical relation, in S. Korner, ed., Observation and Interpretation in the Philosophy of Physics, New York, N.Y.: Dover Publications.
- 1956, The Problem of Knowledge, London: Macmillan.
- 1963, The Concept of a Person and other Essays, London: Macmillan. (Essays on truth, privacy and private languages, laws of nature, the concept of a person, probability.)
- 1967, Has Austin Refuted the Sense-Data Theory? Synthese vol. Xviii, pp. 117–40. (Reprinted in Ayer 1969).
- 1968, The Origins of Pragmatism, London: Macmillan.
- 1969, Metaphysics and Common Sense, London: Macmillan. (Essays on knowledge, man as a subject for science, chance, philosophy and politics, existentialism, metaphysics, and a reply to Austin on sense-data theory.)
- 1971, Russell and Moore: The Analytical Heritage, London: Macmillan.
- 1972a, Probability and Evidence, London: Macmillan.
- 1972b, Bertrand Russell, London: Fontana.
- 1973, The Central Questions of Philosophy, London: Weidenfeld.
- 1979, Replies, in G. Macdonald, ed., Perception and Identity, London: Macmillan.
- 1980, Hume, Oxford: Oxford University Press
- 1982, Philosophy in the Twentieth Century, London: Weidenfeld.
- 1984, Freedom and Morality and Other Essays, Oxford: Clarendon Press.
- 1986, Ludwig Wittgenstein, London: Penguin.
- 1977, Part of My Life, London: Collins.
- 1984, More of My Life, London: Collins.